# Prepodes
Prepodes är ett släkte av skalbaggar. Prepodes ingår i familjen vivlar.

## Dottertaxa tillPrepodes, i alfabetisk ordning[1]
- Prepodes albomaculatus
- Prepodes amabilis
- Prepodes annulonotatus
- Prepodes blandus
- Prepodes cameleon
- Prepodes cinerascens
- Prepodes costatus
- Prepodes depressicollis
- Prepodes frenatus
- Prepodes fulvovirgatus
- Prepodes gentilis
- Prepodes humeridens
- Prepodes humilis
- Prepodes hybridus
- Prepodes impressus
- Prepodes inaequalis
- Prepodes jekelianus
- Prepodes lateralis
- Prepodes lepidus
- Prepodes leucographus
- Prepodes luctuosus
- Prepodes novemdecimpunctatus
- Prepodes novemdecimpunctaus
- Prepodes obsoletus
- Prepodes ornatus
- Prepodes plebejus
- Prepodes pulcher
- Prepodes quindecimpunctatus
- Prepodes regalis
- Prepodes similis
- Prepodes spectabilis
- Prepodes sphacelatus
- Prepodes sphacellatus
- Prepodes vittatus